# Lambda Andromedae
Lambda Andromedae (16 Andromedae) é uma estrela na direção da constelação de Andromeda. Possui uma ascensão reta de 23h 37m 33.71s e uma declinação de +46° 27′ 33.0″. Sua magnitude aparente é igual a 3.81. Considerando sua distância de 84 anos-luz em relação à Terra, sua magnitude absoluta é igual a 1.75. Pertence à classe espectral G8III-IV. É uma estrela variável RS Canes Venaticorum.